# 黄山水库 (滁州市)
黄山水库是安徽省滁州市定远县境内的一座水库，位于淮河支流池河上，建于1973年。水库正常库容为775万立方米，集雨面积为19平方千米，海拔为105米。